# Festival Intercéltico de Sendim
Das Festival Intercéltico de Sendim ist ein Folk-Festival für keltische Musik, das seit dem Jahr 2000  in Sendim in der portugiesischen Region Trás-os-Montes veranstaltet wird. Das Festival findet jährlich im Sommer, meist im August statt, und geht über ein ganzes Wochenende.

## Geschichte
Das Festival wurde 2000 von einer Gruppe aus dem Umfeld der Band Galandum Galundaina gegründet, die sich um die Erhaltung der lokalen Sprache (Mirandesisch) und Kultur mit ihren keltischen Wurzeln bemühte. Sendim ist dabei einer der wenigen Orte, wo Mirandesisch noch gesprochen wird. Der Ort hat mit seinen charakteristischen Granitsteinbauten noch einen mittelalterlichen Charme. Sendim liegt in der schroffen Naturlandschaft des Parque Natural do Douro Internacional, dem Naturschutzgebiet der internationalen Zone des  Douro. 
Es traten anfangs vor allem Gruppen aus Nord-Portugal, Galicien, dem Baskenland und anderen iberischen Regionen auf, die sich auf keltiberische Wurzeln berufen, aber auch Gruppen aus Irland (z. B. Lúnasa) und Großbritannien (z. B. Shooglenifty oder die Oysterband). Später waren auch Gruppen aus Skandinavien und Osteuropa (Ungarn, Polen und der Ukraine) zu Gast, z. B. Hedningarna 2009.
Das Festival hat unter den Freunden der keltischen Musik stetig an Bekanntheit zugenommen und wurde auch schon vom Fernsehen übertragen. Es wurde 2011 vom Europäischen Forum der Folk-Festivals in die Liste der wichtigsten Festivals in Europa aufgenommen. Im Jahr 2010 haben 5.000 Menschen das Festival besucht.

## Programm
Neben den Konzerten begleiten das Festival verschiedene gastronomische und kulturelle Angebote, darunter Ausflüge zur Vogelbeobachtung und Eselsausritte, Straßenartisten, Ausstellungen, CD-, Bücher- und Kunsthandwerksstände, Mirandesische Sprachkurse, und eine keltische Messe. Es wird auch ein besonderer keltischer Likör ausgeschenkt.